# Neoscona kivuensis
Neoscona kivuensis är en spindelart som beskrevs av Manfred Grasshoff 1986. Neoscona kivuensis ingår i släktet Neoscona och familjen hjulspindlar.
Artens utbredningsområde är Kongo. Inga underarter finns listade i Catalogue of Life.